# Công ước khung Liên Hợp Quốc về Biến đổi Khí hậu
Công ước khung của Liên Hợp Quốc về Biến đổi Khí hậu (United Nations Framework Convention on Climate Change, UNFCCC hoặc FCCC) là một hiệp ước quốc tế về môi trường được đàm phán tại Hội nghị Liên Hợp Quốc về Môi trường và Phát triển (UNCED), thường được gọi là Hội nghị Thượng đỉnh Trái Đất diễn ra tại Rio de Janeiro từ ngày 3 đến 14 tháng 6 năm 1992. Mục tiêu của hội nghị là "ổn định các nồng độ khí nhà kính trong khí quyển ở mức có thể ngăn ngừa được sự can thiệp nguy hiểm của con người đối với hệ thống khí hậu".
Bản thân công ước này không ràng buộc giới hạn phát thải khí nhà kính cho các quốc gia đơn lẻ và không bao gồm cơ chế thực thi. Do đó công ước này là không bắt buộc về mặt pháp lý. Thay vào đó công ước cung cấp một bộ khung cho việc đàm phán các hiệp ước quốc tế cụ thể (gọi là "nghị định thư") có khả năng đặt ra những giới hạn ràng buộc về khí nhà kính.
UNFCCC được mở ra để ký kết từ 9 tháng 5 năm 1992, sau khi một Ủy ban Đàm phán Liên chính phủ xây dựng văn bản của công ước khung như một báo cáo theo sau cuộc họp tại New York từ ngày 30 tháng 4 đến 9 tháng 5 năm 1992. Nó bắt đầu có hiệu lực ngày 21 tháng 3 năm 1994. Tính đến tháng 5 năm 2011 UNFCCC đã có 195 bên tham gia.
Các bên tham gia Công ước gặp mặt hằng năm từ năm 1995 tại Hội nghị các bên (COP) để đánh giá tiến trình đối phó với biến đổi khí hậu. Năm 1997, Nghị định thư Kyoto được ký kết đã tạo ra những nghĩa vụ ràng buộc pháp lý cho các quốc gia phát triển nhằm cắt giảm khí thải nhà kính của họ. Các thỏa thuận Cancun năm 2010 tuyên bố rằng sự ấm lên toàn cầu trong tương lai cần được giới hạn dưới 2,0 °C (3,6 °F) tương đương với mức tiền công nghiệp. COP 20 sẽ diễn ra tại Peru năm 2014.